# 愛沙尼亞的歐元硬幣
爱沙尼亚欧元硬币特征在於全部8枚硬币的一种单个的设计，这一由Lembit Lhmus设计，以一张爱沙尼亚地图为特色並由12颗星围绕这硬币。这是在一轮在2004年12月宣布的10个公开投票中获胜的设计。因为爱沙尼亚还没有使用欧元作为它的货币，爱沙尼亚欧洲硬币在流通过程中不太順利。爱沙尼亚和在2004年参加欧盟的其它9个国家已经致力采用欧元。在10个新会员国中，爱沙尼亚最先初次展示它的设计。它最初计划在2007年1月1日采用欧元，不过当立陶宛和斯洛文尼亚采用时，它没正式申请。自2011年1月1日起，愛沙尼亞正式加入歐元區成為第17個採用的成員國，亦是第一個加入歐元區的前蘇聯國家。
| € 0.01       | € 0.02 | € 0.05                  |
| ------------ | ------ | ----------------------- |
|              |        |                         |
| 愛沙尼亞疆土 |        |                         |
| € 0.10       | € 0.20 | € 0.50                  |
|              |        |                         |
| 愛沙尼亞疆土 |        |                         |
| € 1.00       | € 2.00 | 2歐羅幣緣               |
|              |        | "O"及"EESTI" 正反交替。 |
| 愛沙尼亞疆土 |        |                         |

## 外部連結
- 歐洲中央銀行(www.euro.ecb.int) （页面存档备份，存于）